# Siegfried Buback
Siegfried Buback (Wilsdruff, Saxònia, 3 de gener de 1920 - Karlsruhe, 7 d'abril de 1977) va ser un jurista alemany, que va exercir de fiscal general de l'Alemanya Occidental entre 1974 i 1977, quan va ser assassinat pel grup armat de la Fracció de l'Exèrcit Roig (RAF).

## Trajectòria
Buback va estudiar Dret a la Universitat de Leipzig. Per a la Segona Guerra Mundial, el 1941 va ser reclutat a la Wehrmacht i fins al 1947 va ser presoner de guerra dels aliats. També es va afiliar al Partit nazi, sol·licitud va es va confirmar l'1 de juliol de 1940 (número d'afiliació 8.179.469).
El 1950 va començar la seva carrera professional com a assessor jurídic del Tribunal Regional Superior de Celle, a la Baixa Saxònia. El 1962 va guanyar fama pe tot el país quan va dirigir la investigació contra la revista Der Spiegel i el seu editor Rudolf Augstein per alta traïció en l'assumpte Spiegel. Anys més tard, el 1970, va poder resoldre el robatori d'un míssil AIM-9 Sidewinder comès el 1967 per un trio liderat per Manfred Ramminger a la base àeria de Zell, controlada per l'OTAN, prop de Neuburg an der Donau. Més tard, el 1974, va ser nomenat president de la cort suprema del país, el Tribunal Federal de Justícia alemany (Bundesgerichtshof). Decididament oposat a la Fracció de l'Exèrcit Roig (RAF) durant la seva gestió, es va convertir en la primera víctima d'una sèrie d'esdeveniments coneguts com la Tardor Alemanya.

## Assassinat per la RAF
A les 9:15 hores del 7 d'abril de 1977 Buback, juntament amb el seu xofer Wolfgang Göbel, de 30 anys, i l'escorta judicial Georg Wurster, de 43 anys, van ser metrallats per membres de l'«escamot Ulrike Meinhof» de la RAF, anteriorment denominat pel grup com a «Aktion Margarine», sobre la base d'un producte el nom del qual coincidia amb les inicials de Siegfried Buback. Buback es dirigia amb els seus acompanyants en un cotxe Mercedes-Benz 230.6 des de casa seva, a Neureut, cap al Tribunal Federal de Justícia alemany situat a Karlsruhe. Quan el vehicle esperava en un semàfor en vermell, a la intersecció de Linkenheimer Landstraße (avui Willy-Brandt-Allee) i Moltkestraße de Karlruhe, una motocicleta Suzuki GS 750 conduïda per dues persones amb casc integral de color verd oliva es va aturar al seu costat dret. Sense baixar del seient, un dels tripulants va disparar quinze trets als integrants del cotxe amb un fusell semiautomàtic HK 43. Després que el conductor disparat abandonés el vehicle, el cotxe, que anava equipat amb caixa de canvis manual, va circular uns metres més enllà. A causa d'un lleuger desnivell a la cruïlla, el cotxe va superat el voral que hi havia a la dreta de l'encreuament de la carretera i va continuar circulant fins que va topar amb un bolard. Buback i Göbel van morir a l'instant, i Wurster, que s'havia assegut al seient del darrere del cotxe, va morir el 13 d'abril a causa de les ferides.

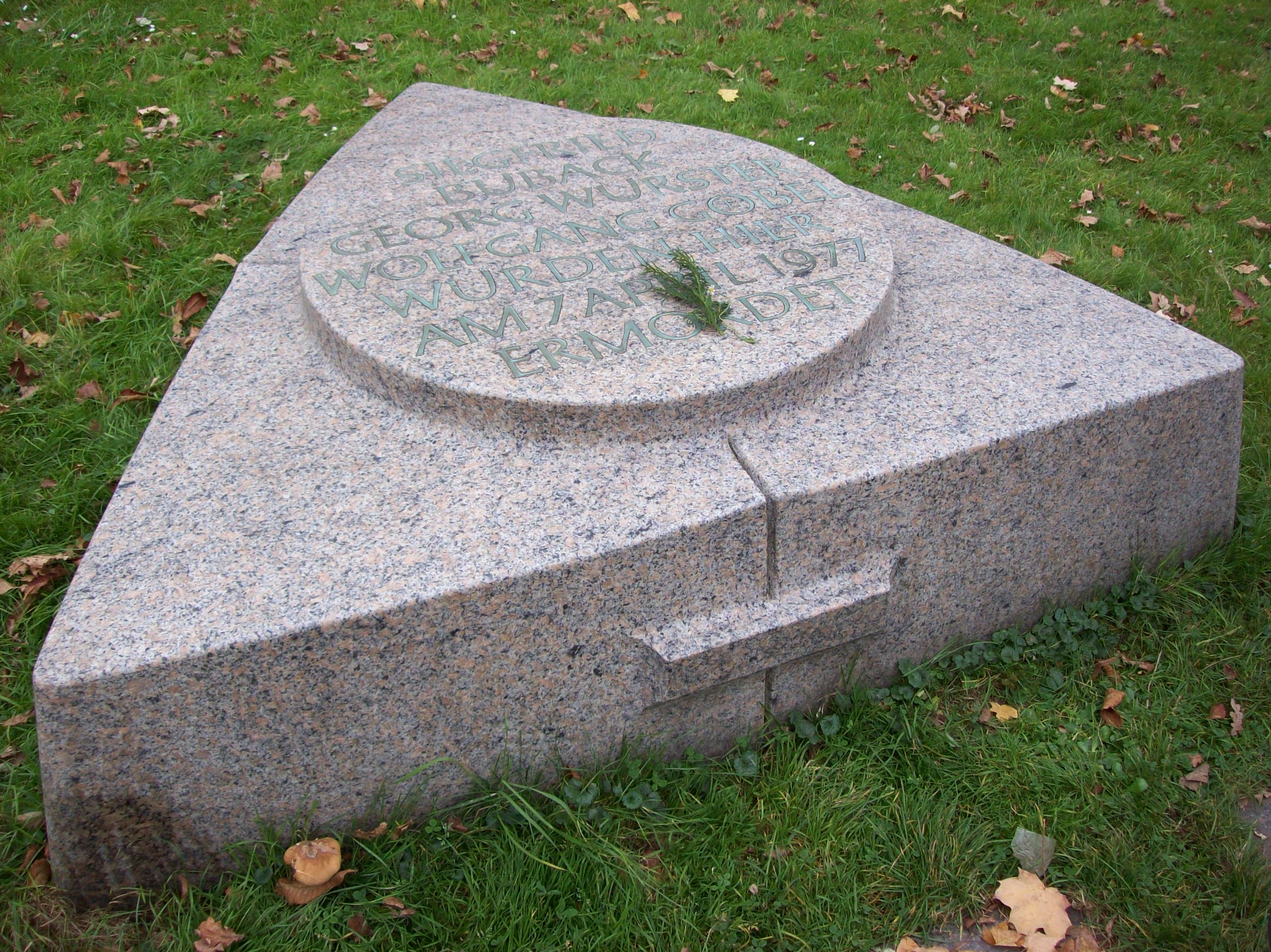
Pedra Memorial en homenatge a Buback, l'escorta i el xofer a Karlsruhe.

Autoritats policials van responsabilitzar de l'atac a quatre membres de la RAF: Christian Klar, Knut Folkerts, Günter Sonnenberg i Brigitte Mohnhaupt, que van ser formalment acusats de cometre un triple assassinat. No obstant això, no s'havien aclarit detalls importants del crim: encara s'estava lluny de saber qui havia conduït la motocicleta i qui havia disparat l'arma.

## Michael Buback
L'abril de 2007, trenta anys després de l'assassinat, detalls del violent crim es van fer públics quan el seu fill, Michael Buback, va ser contactat per l'antic membre de la RAF Peter-Jürgen Boock. Boock va compartir detalls de l'operació indicant que Stefan Wisniewski havia disparat l'arma. Verena Becker, una altra antiga militant de la RAF, també va dir que Wisniewski va ser l'autor material de l'assassinat i que Sonnenberg el conductor de la moto.
L'any 2008, basant-se en les conclusions de la seva investigació privada, Michael Buback va publicar el llibre Der zweite Tod meines Vaters ("La segona mort del meu pare"). Entre altres coses, va expressar la sospita que els serveis secrets alemanys van estar implicats en l'assassinat del seu pare o almenys n'havien estat informats prèviament, així com que la fiscalia federal, en connivència amb els serveis secrets, va encobrir deliberadament l'autèntic assassí, que molts indicis apuntaven cap a Verena Becker. En paral·lel, l'investigador de la RAF Wolfgang Kraushaar va dur a terme les seves pròpies investigacions arribant a unes conclusions que donaven versemblança a les tesis del fill de la víctima.

## Judici contra Verena Becker
Gràcies en gran part a l'impuls del llibre de Michael Buback, el 27 d'agost de 2009 es va iniciar el procediment judicial preliminar (§ 160 StPO) contra Becker per assassinat, tal com es va fer contra Wisniewski el 2007. A partir del 30 de setembre de 2010 va haver de respondre davant el Tribunal Regional Superior de Stuttgart (Oberlandesgericht Stuttgart) pels càrrecs de còmplice de l'assassinat de Buback i els altres integrants del vehicle.
Al febrer de 2009 es van examinar amb anàlisis d'ADN els diversos sobres que contenien cartes reivindicant l'autoria de l'assassinat de Buback, en les quals la RAF reivindicava l'atac del 13 d'abril de 1977, i que estaven en possessió de l'Oficina Federal d'Investigació Criminal alemanya. En tres sobres es van trobar restes de saliva de Becker. L'any 2010, l'Oficina de Protecció de la Constitució alemanya va presentar uns documents exonerant-la de complicitat. Els documents, datats a 16 de novembre de 1981, deien que «Becker i Mohnhaupt […] van volar a Bagdad l'abril de 1977». Malauradament, els documents originals ja no estaven disponibles, les cintes corresponents s'havien esborrat, les còpies originals i gran parts dels fitxers havien desaparegut i l'autor dels documents que acabaven de sortir ja havia mort. Posteriorment, aquesta hipòtesi de defensa va ser totalment subscrita per Becker i va declarar el maig de 2012 que no estava directament implicada en l'assassinat ni en la seva planificació perquè es trobava a l'Orient Mitjà en el moment del crim.
El 6 de juliol de 2012, el Tribunal Regional Superior de Stuttgart la va condemnar a quatre anys de presó per ser còmplice d'assassinat de les tres víctimes. El jutge de la cort, Herman Wieland, va assenyalar, a l'hora de dictar sentència, que Becker havia participat de manera decisiva en la reunió del grup armat a la regió d'Holanda, on van acordar assassinar Buback. Tanmateix, es va considerar que s'havien complert ja dos anys i mig sobre la base d'una condemna anterior de presó perpètua. Atès que també es van tenir en compte els quatre mesos de presó preventiva, es va mantenir una pena restant d'un any i dos mesos. El 12 de febrer de 2014, el tribunal que la va condemnar va commutar la pena restant per llibertat condicional.
El politòleg i historiador Wolfgang Kraushaar va estar observant el judici i va comentar que, segons la seva opinió i la d'altres observadors, «l'Estat defensava l'acusada» i que es tractava d'una «perversió de l'Estat de dret quan el representant de la fiscalia representa en secret els interessos de l'acusada, en aquest cas una exterrorista». El juny de 2011 va titular un article de diari sobre el judici com a «Eine Farce in Stammheim» ("Una farsa a Stammheim"). Michael Buback va aparèixer en el procés com a demandant conjunt i entre els testimonis hi va haver el militant del grup armat anarquista «Bommi» Baumann.